# Земгус Гіргенсонс
Земгус Гіргенсонс (латис. Zemgus Girgensons; 5 січня 1994, Рига, Латвія) — латвійський хокеїст, центральний нападник. Виступає за «Баффало Сейбрс» у Національній хокейній лізі.

## Спортивна кар'єра
Народився 5 січня 1994 року в столиці Латвії. Перші кроки в хокеї робив під керівництвом колишнього гравця ризького «Динамо» Едмундса Васильєвса.
В 2009 році переїхав до Північної Америки. Виступав у західній юніорській хокейній лізі. В 2011 році був обраний у другому раунді, під загальним 28-м номером, на драфті Континентальної хокейної ліги московським ЦСКА. По завершенні сезону його включили до першої збірної «Усіх зірок ліги». Наступного року «Баффало Сейбрс» обрав Земгуса Гіргенсонса в першому раунді драфта Національної хокейної ліги.
У сезоні 2012/13 грав за фарм-клуб «Рочестер Американс». В Американській хокейній лізі провів 64 матчі, закинув 9 шайб, зробив 11 результативних передач. З наступного сезону став гравцем основного складу «Баффало Сейбрс».
Виступав за юніорську і молодіжну збірні Фінляндії.
Захищав кольори національної збірної на чемпіонаті світу 2013 і Олімпійських іграх 2014 у Сочі. На турнірах провів 10 матчів і відзначився 2 закинутими шайбами.